# Scott Air Force Base
Scott Air Force Base o Scott AFB (IATA: BLV, ICAO: KBLV, FAA LID: BLV) è una base militare della United States Air Force situata negli Stati Uniti d'America, nella contea di St. Clair, in Illinois.
Scott Air Force Base è classificata come census-designated place ed è attiva dal 1917.